# محمدکاظم جمعه‌پور
محمدکاظم جمعه‌پور (زادهٔ ‎۳۰ شهریور ۱۳۶۳) بازیکن هندبال اهل ایران است. وی سابقه عضویت در تیم‌های مس کرمان، فرازبام خاییز دهدشت، ثامن الحجج مشهد و کفش ملی را در کارنامه دارد.